# Wilhelm Stein (Chemiker)

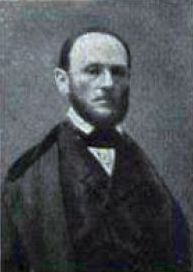
Wilhelm Stein

Heinrich Wilhelm Stein (* 9. Dezember 1811 in Nüstenbach; † 6. Dezember 1889 in Wien) war ein deutscher Chemiker.

## Leben
Wilhelm Stein wurde in Nüstenbach bei Mosbach im Großherzogtum Baden geboren und zog vermutlich als Kind mit seiner Mutter zum in Kürnbach als Chirurg tätigen Großvater. Stein ließ sich als Apotheker ausbilden und studierte 1838/39 ein Semester Chemie bei Justus von Liebig in Gießen, bevor er ein weiteres Semester als Amanuensis bei Liebig tätig war. 1839 wurde er zum Vorsteher der Struveschen Mineralwasseranstalt in Leipzig ernannt und wirkte in gleicher Position ab 1843 zusätzlich an der Struveschen Mineralwasseranstalt in Dresden.
Am 9. April 1850 wird Stein als Professor der technischen Chemie von Julius Ambrosius Hülße an der Technischen Bildungsanstalt zu Dresden, der späteren Königlich Sächsischen Polytechnischen Schule und heutigen Technischen Universität Dresden, eingestellt. Mit der Berufung Steins gibt es auch eine personelle Trennung der Professur für Chemie. Eduard Loesche, der seit dem 1. Dezember 1848 die Professor für Chemie und Physik innehatte, übernahm danach den Unterricht in theoretischer Chemie. Bis 1854 las er zusätzlich die Vorlesung „Allgemeiner Maschinenbau“ anstelle von Johann Andreas Schubert, der einen Lehrgebietswechsel hin zum Bauingenieurwesen vollzog. Gleichzeitig war Stein von 1852 bis 1857 Lehrer für Physik und Chemie an der königlich chirurgisch-medizinischen Akademie in Dresden. Am 1. März 1863 wurde er mit dem Beinamen Fourcroy in die Deutsche Akademie der Naturforscher Leopoldina aufgenommen.
Neben seinen Aufgaben in Forschung und Lehre an der Technischen Bildungsanstalt war Stein zwischen 1863 und 1879 Mitglied der technischen Deputation Sachsens und fertigte in dieser Position unter anderen Gutachten zur Patentfähigkeit an. Bereits seit 1857 war er Apothekenrevisor von Dresden.
Nach seiner Pensionierung aus gesundheitlichen Gründen am 1. Oktober 1879 übersiedelte er nach Wien zu seiner Tochter. Dort verstarb er am 6. Dezember 1889 und wurde auf dem Friedhof Matzleinsdorf bestattet.

## Werke (Auswahl)
Wilhelm Stein veröffentlichte zahlreiche Abhandlungen, vor allem in der Zeitschrift Journal für praktische Chemie. Er selbst war seit 1851 Mitherausgeber des Polytechnischen Centralblattes. An Monografien sind zu nennen:
- Zwölf Vorträge über Chemie. Druck der Treubner’schen Officin, Leipzig 1849, urn:nbn:de:bsz:14-db-id3257252845.
- Die Organisation des chemischen Unterrichts. Verlagsbuchhandlung von Rudolf Kuntze, Dresden 1857, urn:nbn:de:bvb:12-bsb10707976-0.
- Chemische und chemisch-technische Untersuchung der Steinkohlen Sachsens (= Die Steinkohlen des Königreichs Sachsen in ihrem geognostischen und technischen Verhalten. 2. Abtheilung). Verlag von Wilhelm Engelmann, Leipzig 1857, urn:nbn:de:bsz:14-db-id3939153288.
- Anleitung zur qualitativen Analyse und zu den wichtigsten Gehaltsprüfungen für den ersten Unterricht und zum Selbststudium. G. Schönfeld’s Buchhandlung (C. A. Werner), Dresden 1859 (Scan in der Google-Buchsuche).